# Nothoalsomitra suberosa
Nothoalsomitra suberosa är en gurkväxtart som först beskrevs av Jacob Whitman Bailey, och fick sitt nu gällande namn av I.R. Telford. Nothoalsomitra suberosa ingår i släktet Nothoalsomitra och familjen gurkväxter. Inga underarter finns listade i Catalogue of Life.